# Философия общего дела

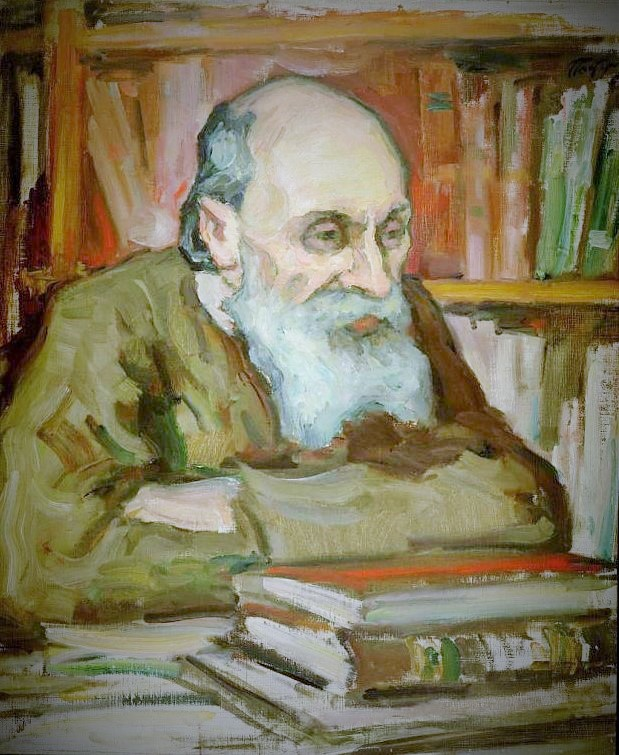
Николай Фёдоров

Философия общего дела — учение русского философа Николая Фёдорова.
При жизни Н. Ф. Фёдоров, избегая известности и не желая получать деньги за свои сочинения, печатал свои статьи под псевдонимами или не печатал вовсе, давая на прочтение в рукописном виде. Название «Философия общего дела» было дано корпусу сочинений Фёдорова его друзьями и учениками В. А. Кожевниковым и Н. П. Петерсоном, которые собрали и издали их под этим наименованием в 1906—1913 годах. Первое издание 1906 года было предназначено не для продажи: «Кожевников и Петерсон разослали эту книгу по библиотекам и научным обществам, а остающиеся экземпляры были распределены бесплатно среди желающих».

## Общие черты учения Фёдорова
Н. Ф. Фёдорова относят к основоположникам русского космизма.
Н. А. Бердяев называет Фёдорова преемником славянофилов. Он отмечает крайнюю радикальность мысли Фёдорова и её сосредоточенность на одной идее — преодолении смерти. При этом в своей оптимистической вере в возможность полной победы в жизни рационального добра Фёдоров, по словам Бердяева, гораздо ближе к мыслителям XVIII века, чем к современности.
В учении Фёдорова бросается в глаза сочетание двух противоположных начал: «глубоко религиозной метафизики (например, в учении о Святой Троице как идеале полюбовного союза нескольких лиц) с натуралистическим реализмом (например, в учении о методах воскрешения наших предков)». Н. А. Бердяев также отмечает, что «небывалый утопизм, фантазерство, мечтательность соединяются в Федорове с практицизмом, трезвостью, рассудочностью, реализмом».
Новизну, оригинальность и силу философии Фёдорова видят «в его исключительном, небывалом сознании активного призвания человека в мире, в его религиозном требовании активного, регулирующего, преображающего отношения к природе», а также в концепции всеобщей ответственности и всеобщего спасения: «Федоров глубоко и праведно чувствовал, что христианство не может быть лишь религией личного совершенствования и спасения» (Н. А. Бердяев).

## Учение Фёдорова
Главным для Фёдорова является вопрос о жизни и смерти, о том, «почему живущее страдает и умирает». Жизнь — это насущнейшее, необходимейшее для человека; жизнь и смерть оказываются синонимами добра и зла: «жизнь, то есть жизнь бессмертная, есть истинное добро, а смерть — истинное зло». Природа предстаёт для Фёдорова источником зла, страданий и смерти — слепой механической силой, которая должна быть подчинена и управляема человеком.
Смерть не только должна быть побеждена — Фёдоров ставит целью «всеобщее возвращение жизни, всеобщее воскрешение» всех наших предков, всех когда-либо живших людей. Всякий человек живёт за счёт смерти своих предков, живёт, вытесняя их, и это делает каждое поколение виновным в смерти предшествующего, делает нас преступными; этот счёт должен быть оплачен. Именно и только всеобщее спасение и бессмертие — а не индивидуальное, не только для ныне живущих поколений, и не для одних только праведников — Фёдоров считает единственно моральным. Это чувство ответственности каждого за всех и стремление к всеобщему спасению Бердяев называет характернейшей чертой русского духа, нашедшей предельное выражение в учении Фёдорова.
Учение Фёдорова «требует рая, Царства Божия, не потустороннего, а посюстороннего, требует преображения посюсторонней, земной действительности, преображения, распространяющегося на все небесные миры и сближающего нас с неведомым нам потусторонним миром: рай, или Царство Божие, не внутри лишь нас, не мысленное только, не духовное лишь, но и видимое, осязаемое». И этот земной рай должен быть достигнут трудом самого человечества, а не дан ему свыше.
Для осуществления этого общего дела должно быть достигнуто братское единение людей и синтез культуры. Должно произойти объединение всех народов, всех сословий — учёных и неучёных (интеллигенции и народа), верующих и неверующих; синтез науки и искусства, который воплотится в религии, синтез теоретического и практического разума в общем деле человечества — овладении природой для победы над смертью.
Своё учение Фёдоров связывает с христианством, считая его живым, подлинным воплощением христианских, в особенности православных, идеалов. Тем не менее в некоторых существенных вопросах учение Фёдорова значительно отступает от христианского мировоззрения.

### Воскрешение — долг сынов
В основе философии Фёдорова лежит категория родства, семейственность. Человечество мыслится как братство сынов, помнящих отцов. При этом именно сыновство является здесь фундаментальным отношением, ибо «только по отцу люди братья». Этому отношению сыновства Фёдоров придаёт космическое значение, усматривая его и в Триедином Боге — Святой Троице (где Бог Сын и Святой Дух стоят в отношениях соответственно сыновних и дочерних к Богу Отцу), которому должно уподобиться человечество. Человек для Фёдорова — не автономная личность, но «сын человеческий», сущностно связанный с родом, предками. Так, рассматривая различие между (европейскими) язычниками и семитами, Федоров обращает внимание, что язычники сохранили общность языка, но забыли своё происхождение от Юпитера-Яфета-Иапета, тогда как семиты сохранили память о своем первопредке Симе, восходящем к Адаму (славян Федоров считал арийским племенем, которое вобрало в себя чудский компонент; однако это не порча, а осознание единства происхождения и начало великого объединения).
Долг сынов — возвращение жизни отцам. Фёдоров говорит о задаче «сынов, сознающих утрату, своё сиротство, и только в исполнении долга к отцам находящих своё благо, своё дело».
Опираясь на Библию, Федоров утверждает, что воскрешение составляет принципиальный момент христианства. Доказательство этого следующее: смерть — это наказание за грех, посему искупление греха — это избавление от смерти, то есть воскрешение.

### Овладение природой
Природа — «сила неразумная и слепая, рождающая и умерщвляющая», рождающая сынов и поглощающая отцов. В её познании и управлении ею и состоит наша задача.
Но господство над природой должно быть не мнимым — эксплуатирующим, утилизирующим и истощающим её ради капризов человека, изготовления «игрушек и забав» (вещей ненасущных, предметов роскоши), не должно ограничиваться производством, — необходимо «внесение в природу воли и разума», направленное на преодоление смерти.

…Потому-то и нет в природе целесообразности, что её должен внести сам человек, и в этом заключается высшая целесообразность. Творец чрез нас воссоздает мир, воскрешает все погибшее; вот почему природа и была оставлена своей слепоте, а человек своим похотям. Чрез труд воскрешения человек, как самобытное, самосозданное, свободное существо, свободно привязывается к Богу любовью. Поэтому же человечество должно быть не праздным пассажиром, а прислугою, экипажем нашего земного, неизвестно ещё какою силою приводимого в движение, корабля — есть ли он фото-, термо- или электроход.

### Всечеловеческое единство
Овладение природой для победы над смертью — дело всеобщее, только объединённому, преодолевшему рознь человечеству оно под силу. Между людьми должна установиться всеобщая любовь, человечество должно стать братством сынов для дела воскрешения отцов, а «образцом для нашего многоединства до́лжно поставить Божественное Триединство, в котором единство не иго, а самостоятельность личностей не рознь».
Фёдоров рассматривает два рода чувств между людьми. «Увлечение внешнею красотою чувственной силы», особенно половое влечение, порождает уклад современного городского общества, разобщающий людей. Современная городская промышленная культура в основе своей имеет половое влечение, обслуживает половой инстинкт; «можно сказать, — замечает Фёдоров, — что вся городская культура есть обожание, обоготворение, то есть культ женщины». Но похоть не должна заменять любовь к отцам. Половому влечению Фёдоров противопоставляет всемирную любовь, рождающуюся из детской любви к родителям — «силу чувствующую, но не чувственную». Следовать нужно не похоти и не её противоположности — аскетизму; не эгоизму (жизнь только для себя) и не альтруизму (жизнь только для других), но всемирной любви. Половая чувственность связана со смертью, ибо рождение оборотной стороной имеет смерть. Любовь к родителям вытеснит «половое чувство… заменяя деторождение отцетворением, или воссозиданием отцов».
Должно произойти объединение народов, «чрез конференцию мира совершаемое», и «по мере такого объединения народов орудия истребления обращаются в орудия управления» природой, армия из взаимоистребительной силы превратится в силу, исследующую природу и противостоящую её слепым силам.

### Общественное устройство
Отвергая как деспотизм, так и конституционализм (ибо небратские гражданские отношения не должны заменять отношения родственные), Фёдоров видит идеал в подлинном самодержавии, где снимается противопоставление Бога и кесаря («Богу — Богово, кесарю — кесарево»), духовного и светского, и царь становится орудием Бога: «Не народ для царя и не царь для народа, а царь вместе с народом, как исполнитель дела Божия, дела всечеловеческого».

#### Город и деревня
Город, говорит Фёдоров, — извращённая форма жизни, отдалившаяся от праха отцов, утратившая чувство к отцам. Это место «женихов и невест, окруженных игрушками и безделушками», живущих в забавах и удовольствиях; место, где население «наибольшее наслаждение, наименьший труд считает высшим благом, а потому и в науке отвергает, как отбросы, все, не имеющее непосредственного приложения к этой цели». Дело воскрешения может свершиться не в городе, а на селе, где сохраняются «прямые, непосредственные отношения к земле, то есть к праху предков». Произойдёт переселение из городов в сёла. Сельская кустарная промышленность заменит фабрично-городскую. Так будет достигнуто объединение интеллигенции с народом.

### Наука, искусство, религия
Философия для Фёдорова — «младенческий лепет человеческого рода, или мысль без дела». Отделённый теоретический разум ведёт к солипсизму, отрицанию объективного знания. Только деятельное знание может быть подлинным. Теоретический разум должен объединиться с практическим (учёные, интеллигенция — с неучёными, народом) для общего дела — познания природы, а в конечном счёте — познания жизни и смерти и управления ими.
Наука должна быть не сословной, кабинетной, университетской, занимающейся обслуживанием потребностей городского индустриального общества, производства «игрушек» — предметов роскоши, оружия и т. п., — а быть «достоянием всех, то есть быть выводом из наблюдений, производимых везде, всегда и всеми», и прилагаться к управлению природой для преодоления смерти. Весь народ должен стать «естествоиспытательной силой» — с помощью интеллигенции как «воспитательной силы». Должно появиться обязательное всеобщее образование.
Объединившееся человечество научится управлять землетрясениями, погодными, вулканическими и т. п. явлениями, обеспечивать хорошие урожаи; будет побеждён голод, болезни, одряхление организма и наконец — сама смерть.
Мнимым, или музейным, воскрешением называет Фёдоров сохранение памятников, собирание реликвий и мысленные реконструкции, которые осуществляет западная наука. Также и искусство даёт лишь тень подлинного воскрешения. Искусство должно измениться, из создания мёртвых подобий превратившись в действительное воссоздание, воскрешение прошедшей жизни.
Наука и искусство воссоединятся в религии, и тогда религия, объединив знание и веру, «достигнет совершенства, действительности, осуществления» в овладении природой и воскрешении предков. Именно в этом деле Фёдоров видит истинную живую религию, исполнение воли Божией. Отвергая деизм (не требующий никакого дела) и гуманизм («требующий даже разъединения под видом свободы»), он утверждает, что подлинная живая религия должна быть объединяющей и деятельной, обязывать к общему делу — победе над смертью.
Наблюдая борьбу прогрессистов и консерваторов, Федоров приходит к относительной правоте каждой из сторон. Ныне консервативная Церковь прежде была проектом объединения всего человечества. Однако современное русское православие стало консервативной силой, поскольку Московское государство заимствовало византийское христианство эпохи кризиса. Посему главным храмом Руси стал Храм Успения Богородицы, а не Храм Софии. В не меньшей мере объединяет людей современная индустрия. Федоров весьма высоко ценит изобретение аэростата, железной дороги и телеграфа, коими он предлагает соединить Европу и Индию.

### Будущее человека и Вселенной
Человечество сейчас находится лишь на «первой ступени перехода природы от слепоты к сознанию». Человек изменится. Его органы будут преобразованы «психофизиологическою регуляциею (то есть управлением душевно-телесными явлениями)». Человечество научится воссоздавать людей «из самых первоначальных веществ, атомов, молекул», и тогда преображённый человек «будет способен жить во всех средах, принимать всякие формы и быть в гостях… во всех мирах, как самых отдаленных, так и самых близких». И это изменение человека должно произойти не как результат слепой эволюции, но трудом единого человечества.
Технически метод воскрешения предков будет состоять «в собирании рассеянного праха и в совокуплении его в тела, пользуясь для сего и лучистыми образами, или изображениями, оставляемыми волнами от вибраций всякой молекулы», которая когда-либо существовала. Так человечество сумеет воссоздать тела предков, какими они были при жизни.
Многочисленные воскрешаемые поколения заселят другие планеты, постепенно распространяя познание природы и управление ею на все миры — от Земли на другие планеты Солнечной системы, а потом и дальше — на всю Вселенную.
Осуществление этого проекта ведёт к «одухотворению» всей Вселенной, к её морализации и рационализации, «ибо тогда все миры, движимые ныне бесчувственными силами, будут управляемы братским чувством всех воскрешенных поколений». Это позволит «объединить миры вселенной в художественное целое, в художественное произведение, многоединым художником коего, в подобие Триединому Творцу, будет весь род человеческий, в совокупности всех воскрешенных и воссозданных поколений, воодушевляемых Богом, или Духом Святым, уже не говорящим лишь, и притом чрез некоторых только людей, пророков, а действующим чрез всех сынов человеческих в их этической, или братской (супраморалистической), совокупности». И объединённые наука и искусство будут направлять это миростроительство как его этика и эстетика.
Для этого и создан человек, в осуществлении этого проекта — смысл его существования: «люди созданы быть небесными силами, взамен падших ангелов, чтобы быть божественными орудиями в деле управления миром, в деле восстановления его в то благолепие нетления, каким он был до падения».

#### Иной путь
Фёдоров, предостерегая, рисует пугающую картину иного пути, по которому может пойти человечество: установится господство технологий; человечество научится искусственно синтезировать пищу и другие материалы; половое влечение возобладает над любовью и к предкам и к детям, породив брак без деторождения, существующий ради одного удовольствия; противоестественное перестанет быть постыдным. Этот новый «животный человек, или горожанин», уничтожит ставших ненужными растения и животных и сделает самосохранение, наибольшее продолжение своего существования главной задачей, отказавшись от всего, что может представлять опасность для жизни — от летательных аппаратов, опытов по управлению климатом и т. п. И эти люди «станут истреблять друг друга, пока не наступит день гнева».

## Критика
О личности Н. Ф. Фёдорова неизменно высоко отзывались Ф. М. Достоевский, Л. Н. Толстой, Вл. Соловьёв и другие мыслители. Оценки же его философских воззрений были различными. Учение Фёдорова стало одним из источников развития идей русского космизма. Влияние его идей заметно в работах Вл. Соловьёва «Об упадке средневекового миросозерцания», «Три разговора о войне, прогрессе и конце Всемирной истории». В то же время его учение, представляющее собой весьма неортодоксальное развитие христианства, встретило по этой причине и определённую критику со стороны представителей русской религиозной философии.
Н. О. Лосский критикует учение Фёдорова за непоследовательность в сочетании натурализма с христианским учением о воскресении. Как и всякое живое существо, воскрешённое «тело, состоящее из непроницаемых частиц (атомов, то есть частиц, находящихся в процессе отталкивания от окружающей среды), необходимо связано с борьбой за существование, а поэтому со злом. <…> Идеал христианства несравненно выше, ибо он имеет в виду преображенное тело, свободное от процессов отталкивания, которое порождает непроницаемость». «Наука бессильна создать преображенное тело. Его создает дух человека, который любит Бога больше, чем самого себя, и всех ближних, как себя самого. Такой человек свободен от всякого себялюбия. Основой христианского учения является убеждение, что нравственное зло — гордость и себялюбие — вообще изначально. Все остальные формы зла — несовершенство тела, слепота сил природы, людская вражда — только последствия изначального зла. Поэтому искупление от зла может быть достигнуто только посредством уничтожения его главной причины — отрыва от Бога».
В целом Лосский замечает, что «философские работы Фёдорова производят впечатление талантливых, но незрелых. <…> Тем не менее эти работы изобилуют оригинальными и глубокими размышлениями по самым различным вопросам».
Н. А. Бердяев, признавая, что «такой радикально-дерзновенный проект всеобщего спасения, как у Федорова, никогда ещё, кажется, не был высказан на человеческом языке», отмечает в учении Фёдорова объективные противоречия: «натурализм и материализм в религии», то есть «применение позитивно-рационалистического стиля и позитивно-рационалистических приемов к вещам мистическим»; смешение христианских начал с языческими. Так, Бердяев обнаруживает внутренние противоречия в учении Фёдорова о родстве, порождаемые натуралистическим подходом к духовным явлениям — отождествлением рождения с рождением во плоти и отвержением христианского учения о втором человеческом «рождении в духе».
Фёдоров, по словам Бердяева, целиком обращён к внешнему миру: он, с одной стороны, отвергает самопознание, погружение в индивидуальную «глубину духа для познания мира» в пользу принципа братства, соборности; с другой — отвергает внутреннее, духовное знание, «путь внутреннего раскрытия космоса, познание духовной действительности внутри человека» (путь Сократа — Августина — Декарта) в пользу характерного для XIX века материалистического, позитивистского познания внешнего мира. При этом «проблема материи и материального мира у него не ставится и не решается; он все время исходит из объективной реальности материального в смысле наивного реализма».

## Издания
- Федоров Н. Ф. Философия общего дела. Т. 1. Верный, 1906; Т. 2. М., 1913.
- Федоров Н. Ф. Сочинения. М.: Мысль, 1982. 712 с. (Серия: Философское наследие).
- Федоров Н. Ф. Сочинения. М.: Раритет, 1994. 416 с. (Серия: Библиотека духовного возрождения). ISBN 5-85735-015-8, ISBN 5-85735-012-3
- Федоров Н. Ф. Сочинения: В 4 кн. М.: Прогресс; Традиция, 1995—2005.